# Myia (stella)
Myia (Alpha Muscae - α Mus) è la più luminosa stella nella costellazione della Mosca. La sua magnitudine apparente è +2,69 e dista dalla Terra 315 anni luce.
Myia significa mosca in greco ma il nome è di origini recenti dato che la stella è troppo a sud per essere stata vista dagli antichi greci. Va comunque segnalato che Myia era il nome della figlia del famoso filosofo greco Pitagora.

## Osservazione
Si tratta di una stella situata nell'emisfero australe. La sua posizione è fortemente australe e ciò comporta che la stella sia osservabile prevalentemente dall'emisfero sud, dove si presenta circumpolare anche dalle regioni temperate; dall'emisfero nord la sua visibilità è invece limitata alle regioni tropicali, comunque non più a nord della latitudine 21° N . La sua magnitudine pari a +2,69 le consente di essere scorta con facilità anche dalle aree urbane di moderate dimensioni.

## Caratteristiche fisiche
Si tratta di una stella subgigante bianco-blu o stella bianco-azzurra di sequenza principale, il suo tipo spettrale è B2IV-V. Dotata di una temperatura effettiva molto alta, quasi 22.000 K, è 4520 volte più luminosa del Sole ed ha una massa quasi 9 volte maggiore, più o meno al limite superato il quale una stella termina la propria esistenza in supernova, piuttosto che come nana bianca. La stella è anche classificata come variabile Beta Cephei; la sua magnitudine varia da +2,68 a + 2,73 in un periodo di 2,2 ore.
A 29,6 secondi d'arco si trova una compagna ottica che non dovrebbe essere legata gravitazionalmente ad Alfa Muscae.